# Quebrantado Coração
Quebrantado Coração é o sexto álbum de estúdio da cantora Fernanda Brum, sendo considerado um dos mais bem-sucedidos da artista. Em 2013, foi certificado disco de platina pela ABPD por mais de 250 mil cópias vendidas.
A produção musical foi assinada por Emerson Pinheiro e reuniu canções assinadas por Emerson e Fernanda, além de letristas como Alda Célia, Eyshila, Livingston Farias, Marquinhos Gomes e Kleber Lucas.
O álbum conquistou avaliações favoráveis da crítica e foi eleito o 57º melhor disco da década de 2000, de acordo com lista publicada pelo Super Gospel. Em 2015, foi considerado, por vários historiadores, músicos e jornalistas, como o 89º maior álbum da música cristã brasileira, em uma publicação.

## Faixas
| N.º            | Título                   | Compositor(es)                   | Duração |  |
| 1.             | "Amo o Senhor"           | Fernanda Brum e Emerson Pinheiro | 3:55    |  |
| 2.             | "Um Quebrantado Coração" | Fernanda Brum e Emerson Pinheiro | 3:23    |  |
| 3.             | "Ele É por Mim"          | Fernanda Brum e Emerson Pinheiro | 3:41    |  |
| 4.             | "Ninguém Vai me Deter"   | Fernanda Brum e Emerson Pinheiro | 2:24    |  |
| 5.             | "Marcas"                 | Livingston Farias                | 4:27    |  |
| 6.             | "Tempo de crescer"       | Kleber Lucas                     | 4:13    |  |
| 7.             | "Vaso de Alabastro"      | Alda Célia                       | 3:26    |  |
| 8.             | "Canaã"                  | Josué Teodoro                    | 3:36    |  |
| 9.             | "Espírito Santo"         | Eyshila                          | 4:20    |  |
| 10.            | "O Amor Que Cura"        | Fernanda Brum e Emerson Pinheiro | 4:17    |  |
| 11.            | "A palavra tem poder"    | Jonatas Silva Bernadino          | 3:05    |  |
| 12.            | "Lembranças de Jesus"    | Marquinhos Gomes                 | 4:15    |  |
| 13.            | "Você Merece"            | Eyshila                          | 4:51    |  |
| Duração total: | Duração total:           | Duração total:                   | 50:02   |  |

## Clipes
- Amo o Senhor
- Um Quebrantado Coração
- Espírito Santo

## Ficha Técnica
- Gravado no MK Studios em novembro de 2001 e janeiro de 2002
- Técnicos de gravação: Carlson Barros e Edinho
- Engenheiro de pro tools: Carlson Barros
- Pré-produção no Studio Ville-RJ
- Técnico: Vagner Pedretti
- Mixagem: Carlson Barros e Emerson Pinheiro
- Masterização: Toney Fontes e Emerson Pinheiro no Toney Fontes Mastering Studio
- Produção musical e arranjos: Emerson Pinheiro
- Produção de voz: Siclair
- Teclados: Emerson Pinheiro e Tadeu Chuff
- Arranjos de cordas e programação de sample: Tadeu Chuff
- Bateria: Serginho Herval e Valmir Bessa
- Baixo: Rogério dy Castro e Ronaldo Olicar
- Guitarras e violões: Sérgio Knust
- Sax: Marcos Bonfim
- Trompete: Márcio André
- Trombone: Robson Olicar
- Back vocal: Marcos Menezes, Roberta Lima, Betânia Lima, Anderson Freire, Adelson Freire, Siclair, Cristiane Ferr e Fernanda Brum
- Fotos: Sérgio Menezes
- Criação de capa: MK Publicitá

| Críticas profissionais | Críticas profissionais |
| Avaliações da crítica  | Avaliações da crítica  |
| Fonte                  | Avaliação              |
| ---------------------- | ---------------------- |
| Super Gospel           | (favorável)            |
| O Propagador           | [ 7 ]                  |

## Prêmios e indicações
Troféu Talento
| Ano  | Categoria                                  | Resultado |
| ---- | ------------------------------------------ | --------- |
| 2003 | Videoclipe do Ano - Um Quebrantado Coração | Indicada  |
| 2003 | Música do Ano - Um Quebrantado Coração     | Indicada  |
| 2003 | CD do Ano - Quebrantado Coração            | Indicada  |
| 2003 | Melhor Regravação - Lembranças de Jesus    | Venceu    |

Troféu de Ouro
| Ano  | Categoria                                         | Resultado |
| ---- | ------------------------------------------------- | --------- |
| 2015 | Melhor Música de Todos os Tempos - Espírito Santo | Indicada  |